# Niemierzyn (zajezdnia tramwajowa)
Zajezdnia Niemierzyn (1917–1945 niem. Depot Nemitz) – niefunkcjonująca obecnie zajezdnia tramwajowa w Szczecinie, przekształcona w Muzeum Techniki i Komunikacji.
Zajezdnia Niemierzyn została otwarta prawdopodobnie w 1913 roku. Po wojnie została uruchomiona jako pierwsza – w 1945 roku. Jest zajezdnią typu czołowego, wewnątrz znajduje się 16 torów zakończonych ślepo.
Przez wiele lat istniały projekty remontu, żadnego z nich nie zrealizowano. W 2004 roku zajezdnia została oficjalnie zamknięta, ostatnim tramwajem wyjeżdżającym z zajezdni na trasę był wagon GT6 #508 w dniu 1 października 2004 r., udekorowany odświętnie. Po 97 latach eksploatacji zajezdnia Niemierzyn przeszła do historii. Jednak w 2009 roku wykonano jej gruntowny remont w celu przeznaczenia na szczecińskie Muzeum Techniki i Komunikacji. W 2010 roku zakończono modernizację i otwarto budynek. Obecnie wewnątrz stacjonują zabytkowe tramwaje, autobusy, samochody i motocykle.

## Obsługiwane linie
Od 1945 roku zajezdnia obsługiwała jedną linię tramwajową – była to linia nr 3. Pod koniec obsługiwała także linie 4, 11 i 12. Na jej trasę wyjeżdżały wagony Konstal 102Na, Düwag GT6, a także Konstal 105N. Wcześniej, w latach 80. i 90. zajezdnia posiadała tramwaje typu Konstal N. Ilostan wozów pod koniec eksploatacji wynosił 48 sztuk różnego taboru.

## Galeria

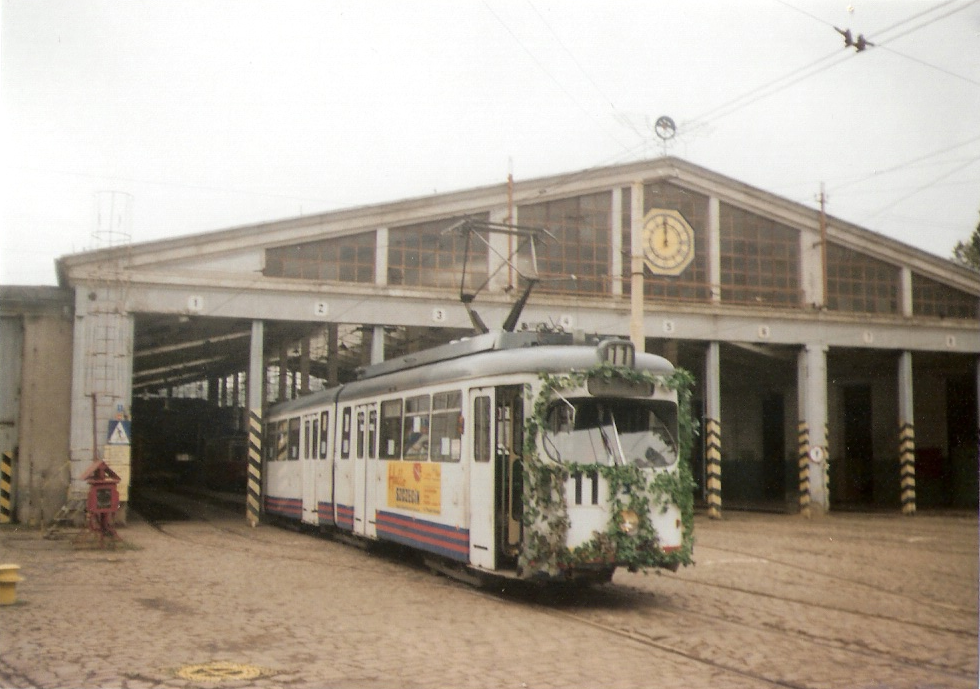
Ostatni tramwaj z zajezdni Niemierzyn, 2004
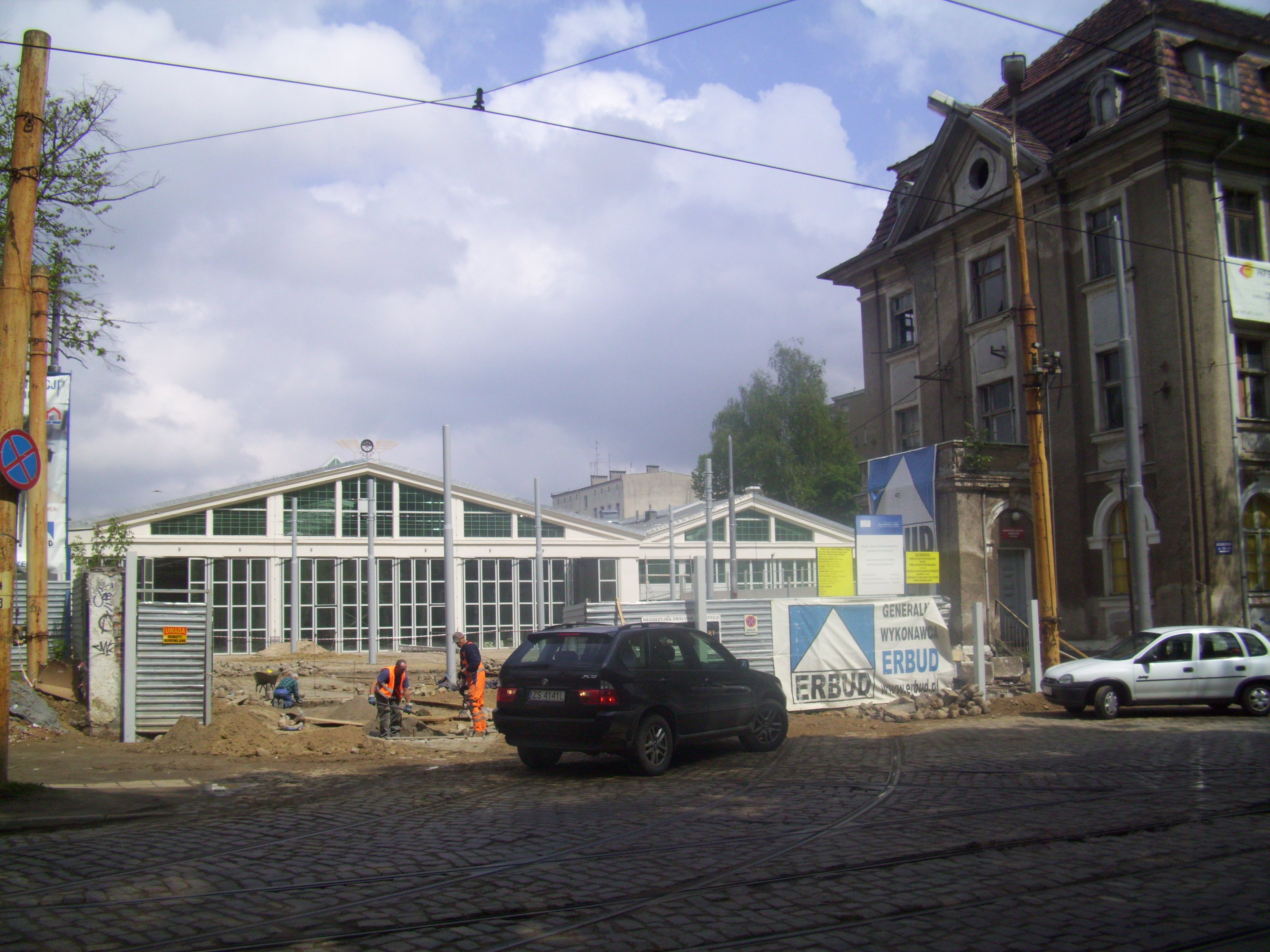
Remont zajezdni, 2010
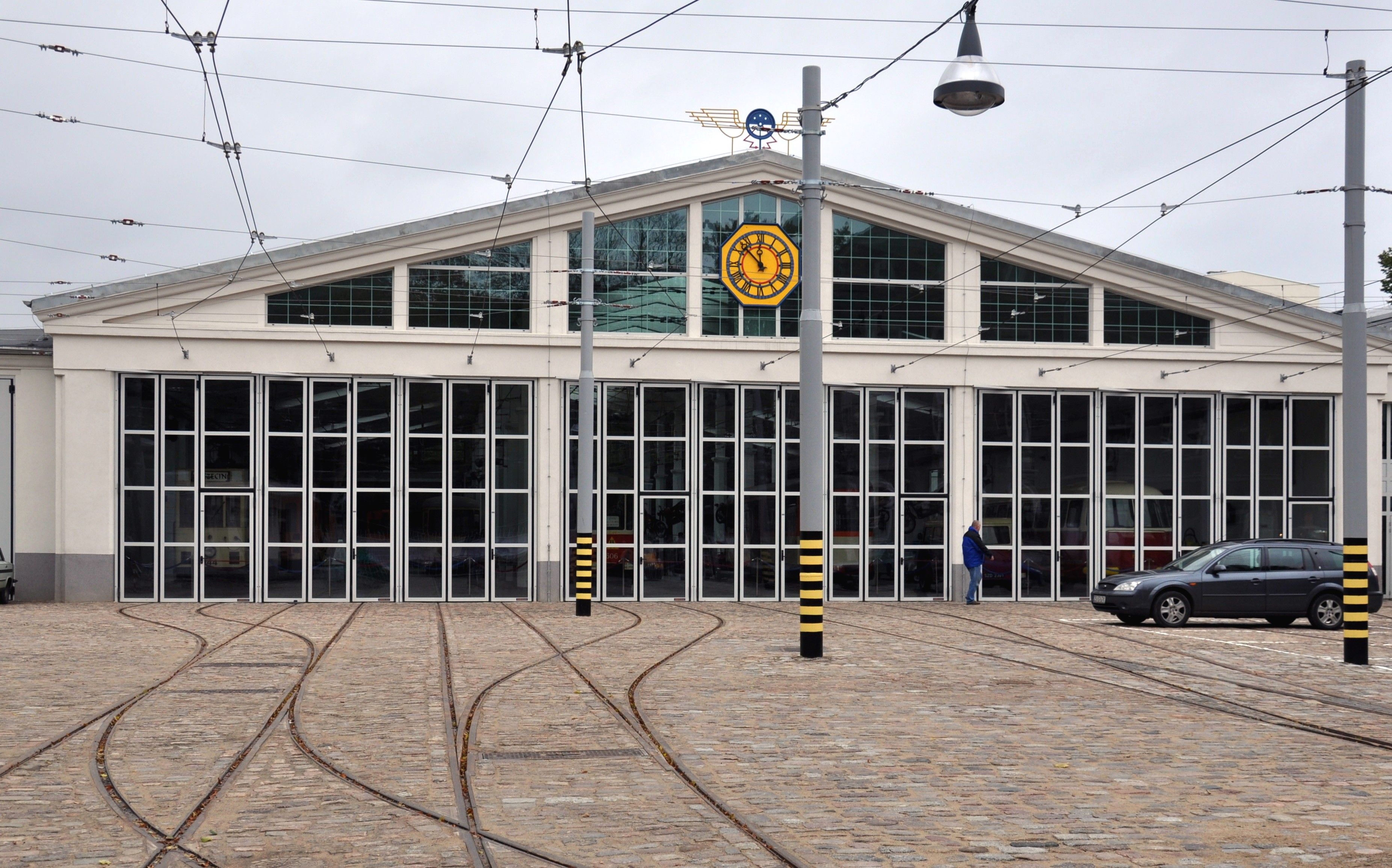
Zajezdnia po remoncie, 2010
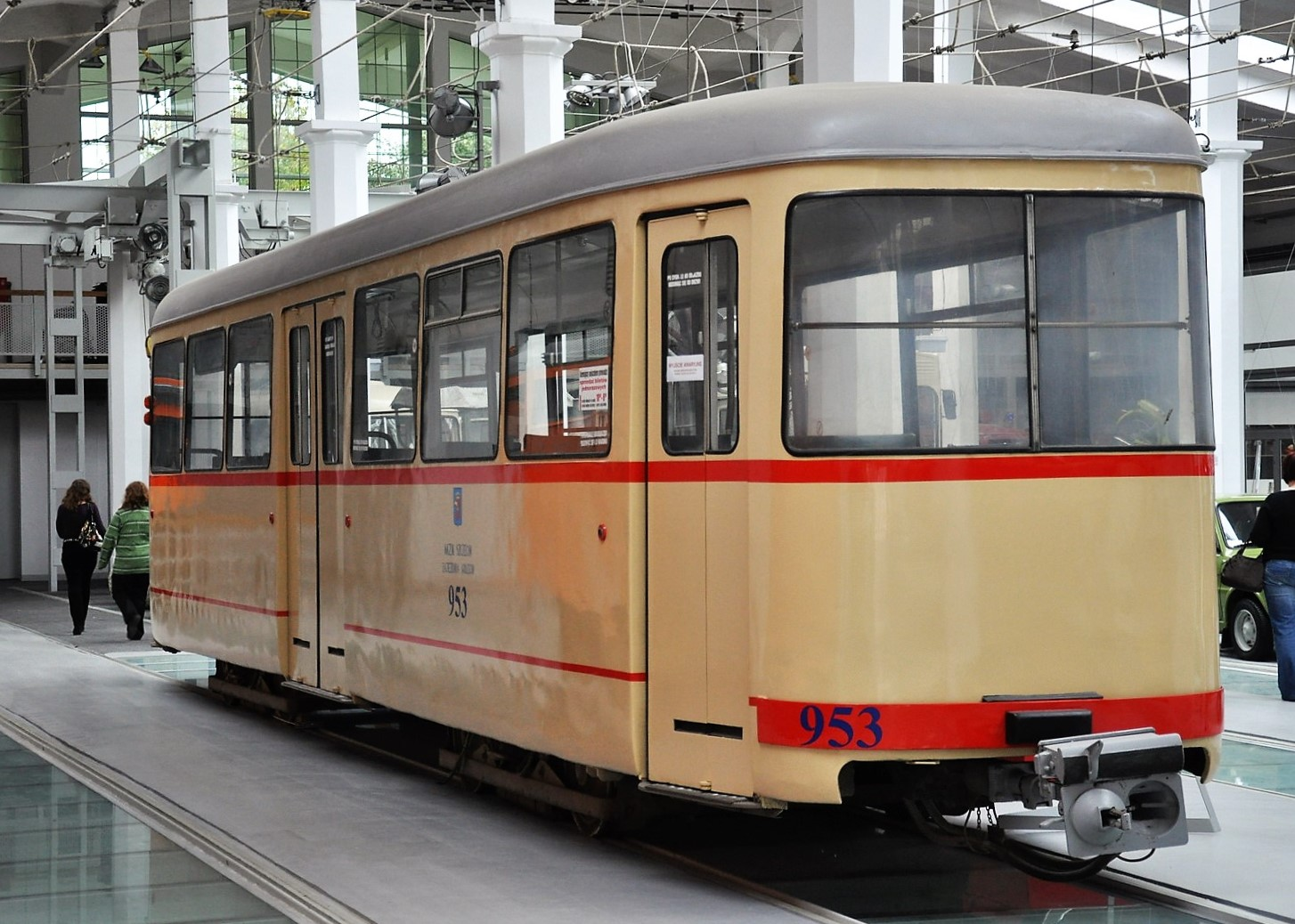
Zabytkowa doczepa B4 w hali zajezdni, 2010
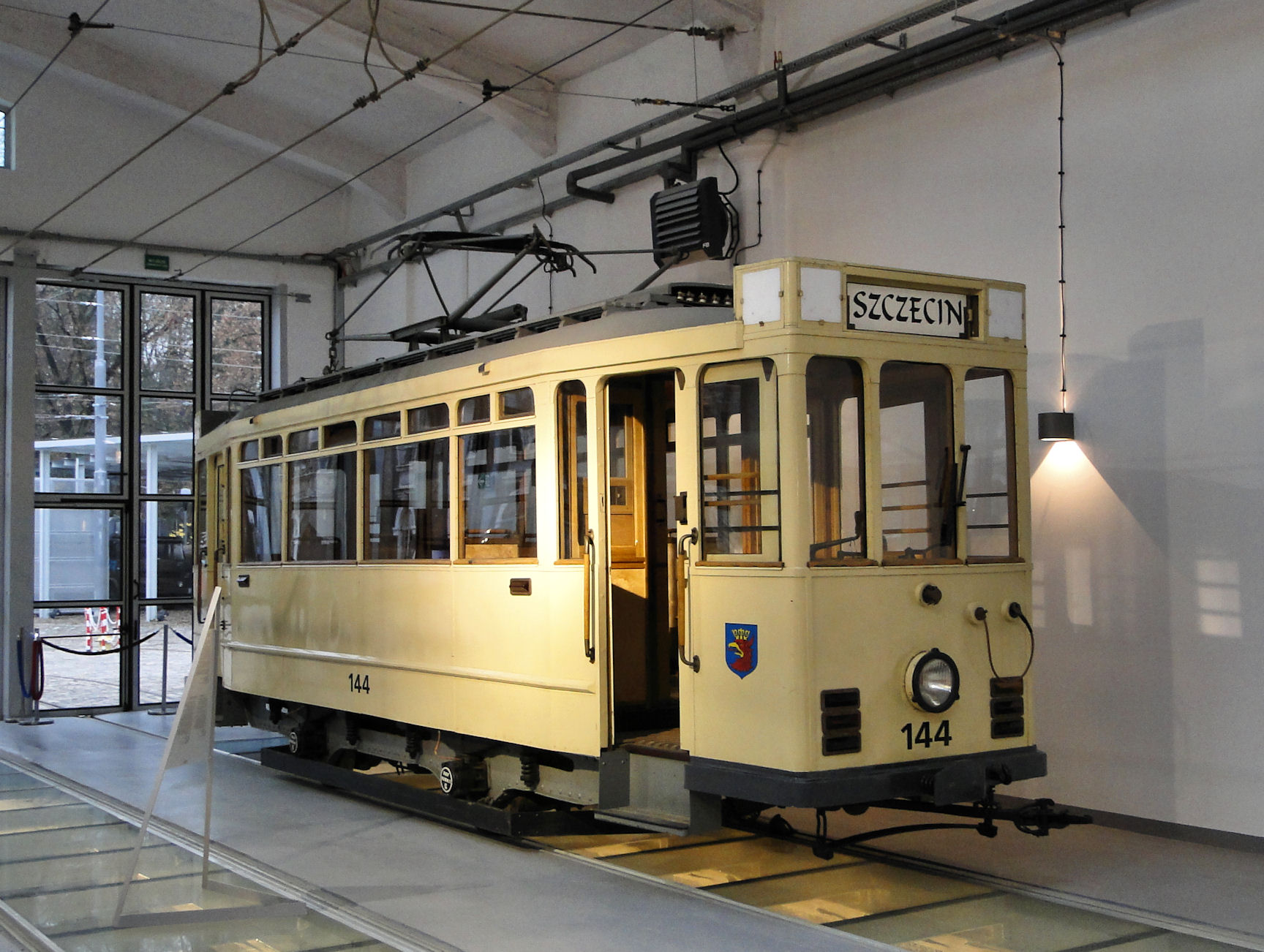
Zabytkowy Nordwaggon Bremen w hali zajezdni, 2010